# 우에노 공원

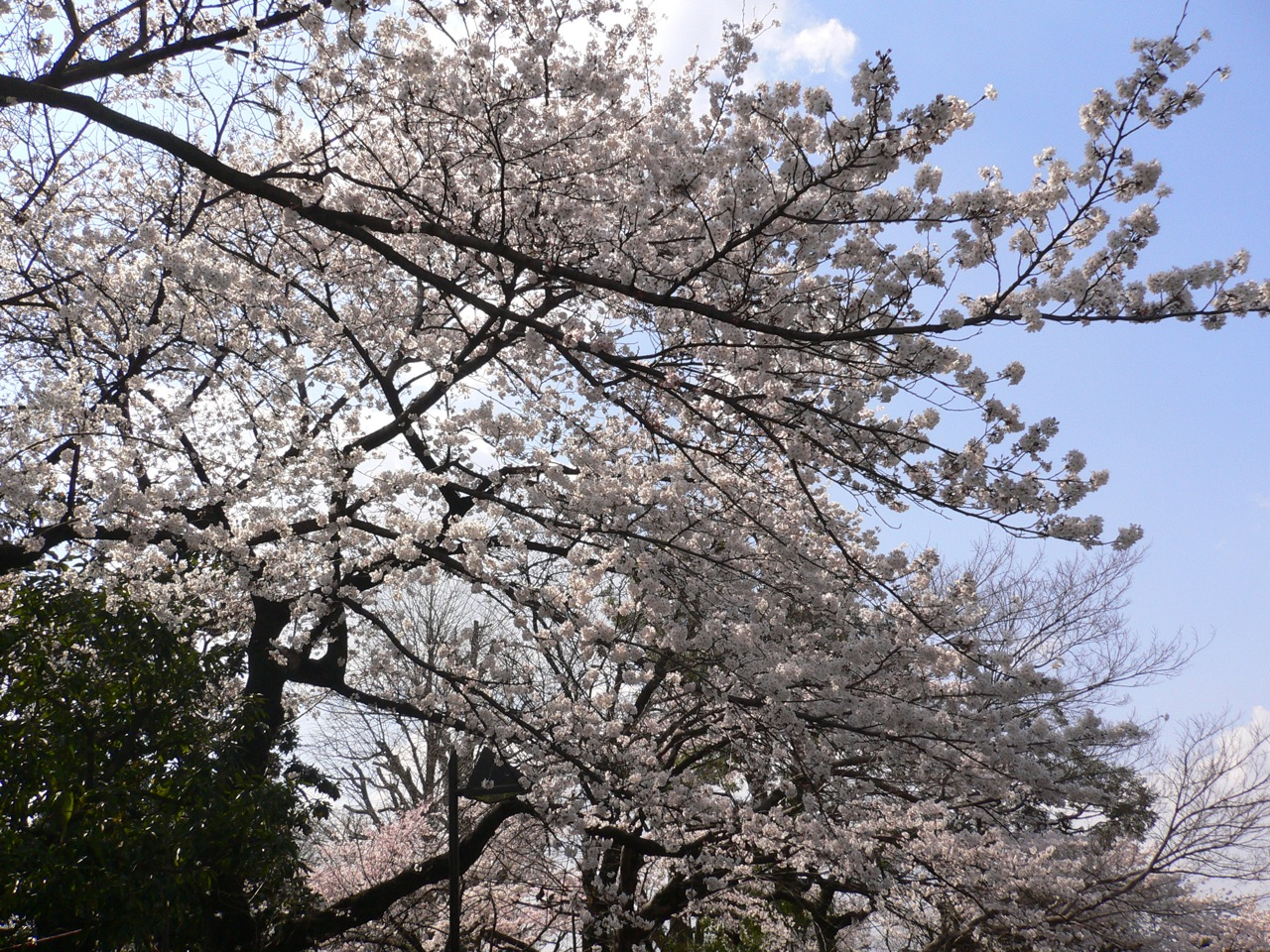
우에노 공원의 벚꽃

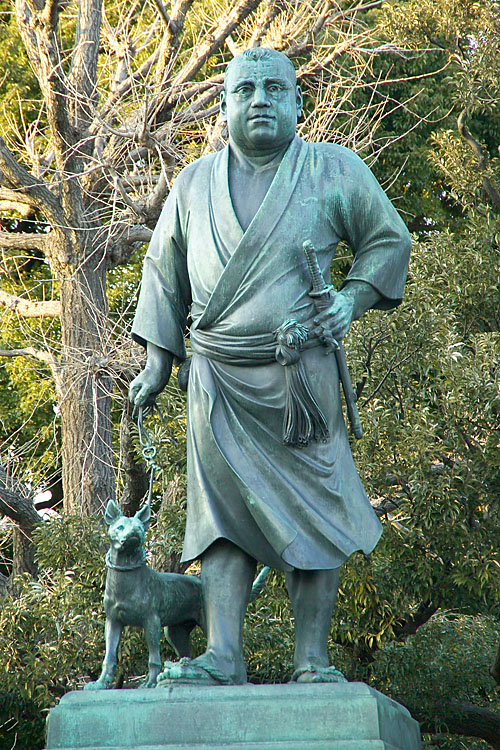
사이고 다카모리의 조각상. 옆에는 강아지 모양을 형상화하는 동상도 있다.

우에노 공원(Ueno Park,上野公園)은 일본 도쿄도 다이토구의 우에노 지구에 위치한 넓은 공원이다. 공원은 도쿠가와 막부와 관련이 있는 절로 불행한 방향으로 여겨지는 북동쪽으로부터 에도 성을 방어하기 위해 세워진 칸에이지의 예전 자리에 있다. 절은 보신 전쟁 때 파괴되었다.
우에노 공원은 1924년에 다이쇼 천황이 황제의 영지를 도쿄 시에 하사하여 설치되었다. 공원의 공식 명칭은 우에노 은사공원(上野恩賜公園)으로 "황제(천황)가 선물한 우에노의 공원"이라는 뜻이다.
공원에는 사이고 다카모리가 그의 개와 함께 서있는 아주 유명한 조각상이 있다.
세 개의 박물관(도쿄 국립박물관, 국립과학박물관, 국립서양미술관)과 콘서트 홀, 동조궁 신사, 시노바주 연못의 변재천 신사, 고조 신사, 우에노 동물원이 있다.

## 같이 보기
- 우에노역
- 닛포리역

## 참고
- 동조궁 신사